# The Boy with the X-Ray Eyes
The Boy with the X-Ray Eyes — дебютный студийный альбом группы Babylon Zoo, выпущен в 1996 году и его тираж превысил миллион экземпляров. Альбом достиг первой позиции в чартах 23 стран.

## Об альбоме
С альбома The Boy with the X-Ray Eyes были выпущены два сингла: Animal Army и The Boy With The X-Ray Eyes.
Название альбома произошло от школьной клички Джаса.

## Список композиций
1. Animal Army
2. Spaceman
3. Zodiac Sign
4. Paris Green
5. Confused Art
6. Caffeine
7. The Boy with the X-Ray Eyes
8. Don't Feed the Animals
9. Fire Guided Light
10. Is Your Soul for Sale?
11. I'm Cracking Up I Need a Pill

## Участники записи
- Джас Манн
- Carrie Melbourne
- Dave Goodes
- Darrin Mooney